# Catastrofa feroviară de la Santiago de Compostela
Accidentul feroviar din Santiago de Compostela a avut loc pe data de 24 iulie 2013, când un tren de mare viteză de tip Alvia, aflat pe ruta Madrid-Ferrol, a deraiat la doar trei km de stația Santiago de Compostela, în zona cunoscută drept Angrois. Din cele 222 de persoane (218 pasageri și 4 membri ai echipajului) aflate la bord, 79 și-au pierdut viața, iar 131 au fost rănite.
Rapoarte tehnice neoficiale arată că trenul a circulat cu o viteză de peste două ori limita legală atunci când a intrat într-o curbă. Inițial, pasagerii au crezut că este vorba despre un atac terorist, întrucât înainte de deraiere s-a auzit o bubuitură puternică.
Acesta este cel mai grav accident de tren produs pe teritoriul Spaniei din 1972, când un tren s-a ciocnit cu un autobuz în sud-vestul țării, omorând 86 persoane și rănind 112.

## Accidentul

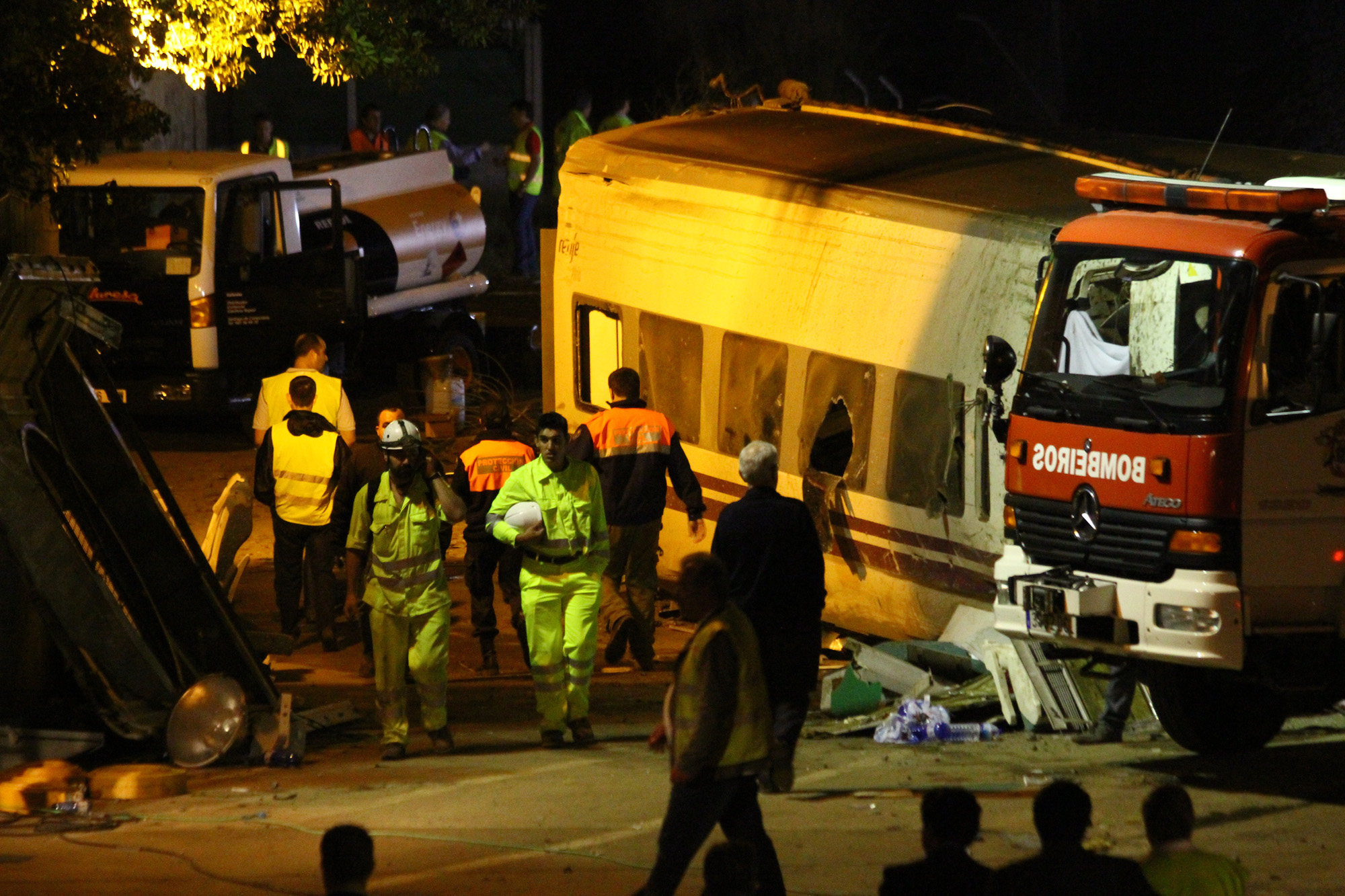
Operație de salvare la locul accidentului. Respectivul vagon a ajuns pe o alee langa șine

La ora 20:41 CEST (18:41 UTC), pe 24 iulie 2013, un tren de pasageri RENFE Clasa S730, aflat pe o rută expres din Gara Chamartín, Madrid, până în orașul galician Ferrol a deraiat la Angrois, Santiago de Compostela. Toate cele 13 vagoane au deraiat după ce trenul a intrat într-o curbă; patru dintre ele s-au răsturnat. Trenul transporta 218 pasageri, la momentul accidentului. Unul dintre vagoane s-a rupt în două, iar locomotiva a luat foc.
Potrivit cotidianului local El País, 80 de persoane și-au pierdut viața, iar alte 178 au fost rănite, 36 dintre ele grav. În Spitalul din Santiago de Compostela au fost aduși 112 răniți, iar în alte două spitale din Pontevedra alți 30. Accidentul feroviar din Santiago de Compostela a fost cel mai grav accident de tren din Spania, în ultimele patru decenii și primul produs pe o rută de mare viteză din țară.

## Investigațiile accidentului

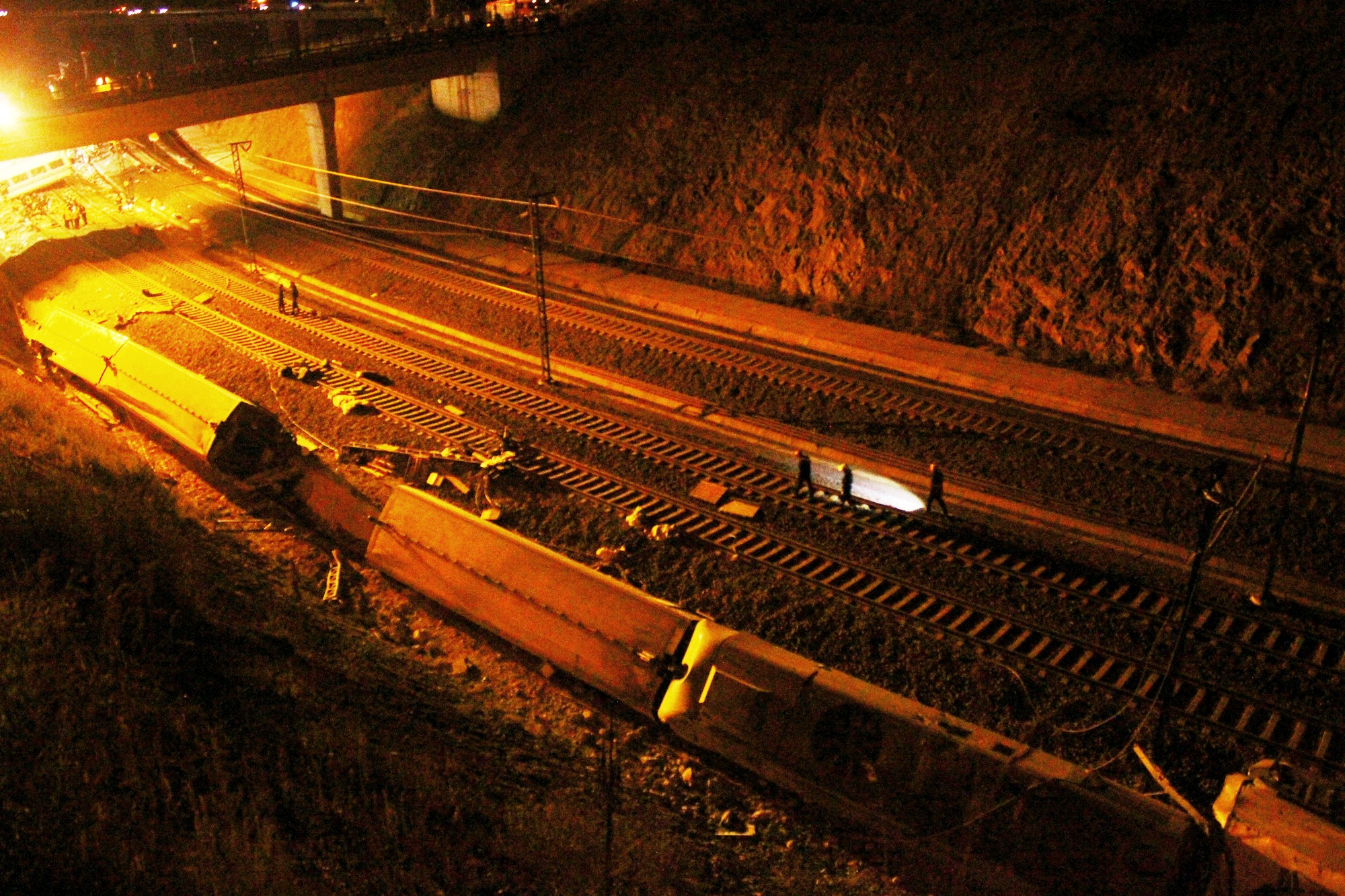
Cele patru vagoane răsturnate de pe șine

Comisia de Investigații a Accidentelor Feroviare este responsabilă pentru investigarea accidentelor feroviare din Spania. Feijóo a declarat că este prea devreme pentru a determina cauza accidentului. Un purtător de cuvânt al guvernului a afirmat că toate semnele arată că este vorba de o deraiere și nicidecum de un atac terorist, cum se zvonea inițial.
Martorii oculari au spus că trenul se deplasa cu viteză mare înaintea accidentului. Rapoarte neoficiale arată că mecanicul de locomotivă rula trenul cu o viteză de 190 km/h și că limita de viteză în curbă era de 80 km/h. Mecanicul trenului, Francisco José Garzón Amo, în vârstă de 52 de ani, a supraviețuit accidentului, iar acum este anchetat.

## Reacțiile autorităților
Prim-ministrul spaniol Mariano Rajoy a convocat o întâlnire ministerială de urgență, spunând că "vreau să-mi exprim afecțiunea și solidaritatea cu victimele teribilului accident de tren din Santiago". Liderul guvernului regional Alberto Núñez Feijóo a remarcat: "Sunt trupuri întinse pe calea ferată. E o scenă dantescă". Tot el a declarat că în Galicia vor fi decretate șapte zile de doliu. Zeci de ambulanțe și elicoptere au ajuns imediat la locul accidentului, iar peste 320 de polițiști au fost mobilizați pentru a participa la operațiunile de salvare, care au continuat până târziu în noapte. Pasagerii blocați în vagoane au fost scoși de echipele de descarcerare. Autoritățile au făcut apel la localnici să doneze sânge.
Festivitățile planificate pentru 25 iulie, zi de sărbătoare regională (Ziua Națională a Galiciei), au fost anulate.

### Reacții internaționale
- Ministrul Transporturilor francez Frédéric Cuvillier a reacționat pe Twitter: "Aș vrea să transmit colegei și prietenei mele spaniole, Ministrul Transporturilor Ana Pastor, dar și poporului spaniol solidaritatea și gândurile mele sincere". Un comunicat de presă al Palatului Élysée din 25 iulie spunea: "Președintele Republicii a trimis autorităților spaniole un mesaj de sprijin și compasiune și este alături de familiile victimelor".[12]
- Președintele Italiei, Giorgio Napolitano, a avut o convorbire telefonică cu regele Spaniei, prin care i-a transmis condoleanțe personal.
- Guvernul Mexicului, prin ministrul de externe, a transmis sincere condoleanțe poporului spaniol pentru nefericitul eveniment.
- Guvernul polonez a emis un comunicat prin care își exprimă condoleanțele pentru victime și solidaritatea cu familiile și poporul spaniol.
- Într-o scrisoare, primul-ministrul român Victor Ponta a exprimat, în numele său și al Guvernului României, întreaga sa compasiune față de victimele accidentului feroviar și solidaritatea cu poporul spaniol în aceste momente extrem de dificile. De asemenea, Ambasada României din Spania a format o celulă de criză.[13] Chiar și Patriarhul Bisericii Ortodoxe Române, Daniel, a transmis un mesaj de compasiune și condoleanțe pentru victimele accidentului feroviar cardinalului Antonio María Rouco Varela, Arhiepiscopul Madridului și Președintele Conferinței Episcopale Spaniole.[14]
- Președintele Rusiei, Vladimir Putin, a oferit condoleanțe regelui Spaniei.
- Președintele Statelor Unite, Barack Obama, s-a declarat profund întristat de tragicul eveniment și a oferit tot sprijinul posibil din partea guvernului său Spaniei.
- Papa Francisc, prezent la manifestațiile de Ziua Mondială a Tineretului 2013 din Rio de Janeiro, a îndemnat poporul spaniol să se roage cu credință în acele momente teribile. De asemenea, purtătorul de cuvânt al Vaticanului, părintele Federico Lombardi, a păstrat un moment de reculegere în memoria celor care și-au pierdut viața în accident.[15]